# 岸和田市立中央小学校
岸和田市立中央小学校（きしわだしりつ ちゅうおうしょうがっこう）は、大阪府岸和田市堺町にある公立小学校。

## 沿革
出典
- 1852年（嘉永5年） - 岸和田藩が藩学講習館を上砂町に設立。
- 1871年（明治4年） - 廃藩置県により岸和田藩が廃され、藩学講習館を岸和田学館と改称。
- 1872年（明治5年） - 泉州第15学区区学校と改称。
- 1873年（明治6年） - 泉州第22番小学と泉州第21番小学に分離。
- 1875年（明治8年） - 泉州第22番小学が「岸和田本町小学」と、泉州第21番小学が「岸和田砂町小学」と改称。
- 1876年（明治9年） - 岸和田本町小学が「岸和田南小学」と、岸和田砂町小学が「岸和田北小学」と改称。
- 1881年（明治14年） - 岸和田南小学が「公立岸和田小学校」となり、岸和田北小学は「公立岸和田小学校分校」となる。
- 1883年（明治16年） - 大阪府南日根郡第二学区公立岸和田小学校と改称。分校は分教場となる。
- 1887年（明治20年） - 本校に「大阪府南郡町村立岸和田尋常小学校」と「大阪府南郡町村立岸和田高等小学校」の2つの校名が付される。
- 1892年（明治25年） - 大阪府町村立岸和田尋常小学校と改称。
- 1902年（明治35年） - 大阪府泉南郡岸和田尋常小学校と改称。
- 1909年（明治42年） - 高等科を設置し、大阪府泉南郡岸和田尋常高等小学校と改称。
- 1922年（大正11年）11月1日 - 岸和田町の市制施行により、岸和田市岸和田尋常高等小学校と改称。
- 1923年（大正12年）2月1日 - 岸和田市尋常高等小学校と改称し、同日を創立記念日とする。
- 1924年（大正13年） - 岸和田市中央尋常高等小学校と改称。
- 1941年（昭和16年） - 国民学校令により、岸和田市中央国民学校と改称。
- 1947年（昭和22年） - 学制改革により、岸和田市立中央小学校と改称。
- 1958年（昭和33年） - この年度の児童数が1342人となり、ピークとなった。
- 1964年（昭和39年） - 標準服ができる。
- 1968年（昭和43年） - 校舎の全面改築。この改築で木造校舎は鉄筋3階建の校舎に改築し、運動場も広くなります。第1期工事として、鉄筋3階建9教室が完成。
- 1969年（昭和44年） - 鉄筋3階建7教室、給食調理室、便所などが完成。
- 1970年（昭和45年） - 鉄筋3階建2教室、玄関、図工室、家庭科室、観察池、ブロック塀、通用門などができ、樹木の植樹も行われた。
- 1972年（昭和47年）
  - 時期不明 -　音楽室、図書室、視聴覚室等ができ、昭和43年から行われた全面改築が、これをもって完了。
  - 2月1日 - 創立70周年祝典挙行。
- 1975年（昭和50年） - 養護学級（現在の特別支援学級）「のびる教室」開級。
- 1979年（昭和54年） - 「ことばの教室」ができました（現在はありません）。
- 1982年（昭和57年） - 創立80周年祝典挙行。
- 1986年（昭和61年） - 「難聴学級」開級（平成3年まで。次年度に大宮小学校に移転）。
- 1989年（平成元年） - 東校舎を全面改装し、中央ルームができる。
- 1992年（平成4年） - 創立90周年祝典挙行。ランチルームが設置される。
- 1998年（平成10年） - コンピューター室が設置される。
- 2002年（平成14年） - 創立100周年祝典挙行。
- 2012年（平成24年） - 創立110周年記念集会が開催される。
- 2016年（平成28年） - 新校舎（講堂兼体育館）竣工。
- 2018年（平成30年） - 普通教室に空調が設置される。
- 2019年（令和元年） - トイレの全面改修が完了しました。
- 2021年（令和3年） - 創立120周年記念事業として、講堂兼体育館にスクリーンを寄贈される。

## 通学区域
- 本町、堺町、魚屋町、北町、筋海町、五軒屋町、宮本町[2]

※卒業後は基本的に岸和田市立岸城中学校に進学する。

## 主な卒業生
- 植松光夫（東京大学名誉教授、埼玉県環境科学国際センター総長）
- 江弘毅（編集者）

## 周辺
- 岸和田市立公民館 - 敷地が隣接
- 大阪府道39号岸和田港塔原線
- 大阪府道204号堺阪南線
- 薬師院
- 岸和田市役所

## アクセス
- 岸和田市コミュニティバス「ローズバス」で、「市役所前」バス停下車後、徒歩約290m・約5分。
- 南海電鉄本線岸和田駅（南口）から、徒歩約780m・約12分。